# Gottegrund
Koordinaten: 51° 43′ 57″ N, 8° 51′ 2″ O

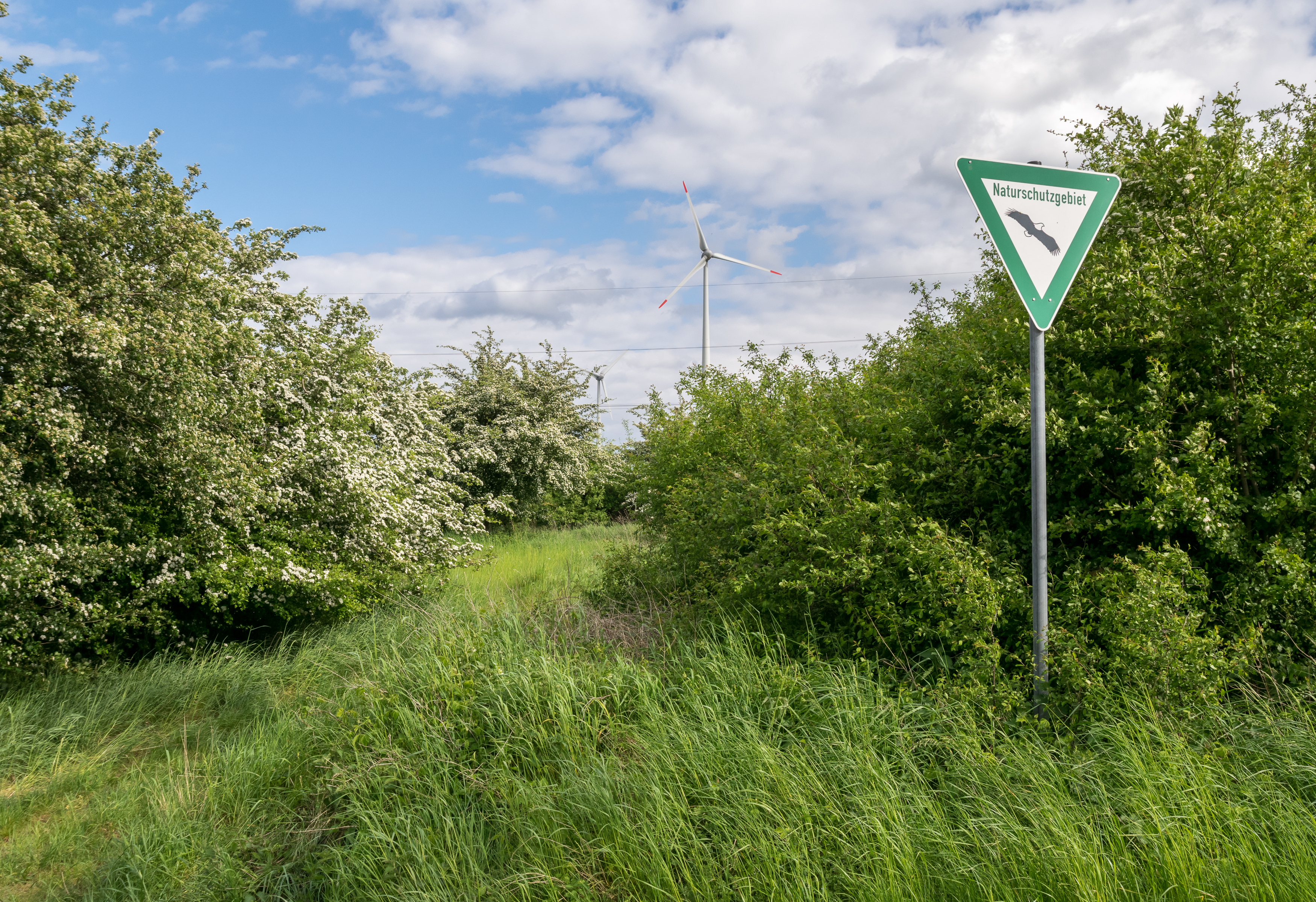
Naturschutzgebiet Gottegrund (Mai 2016)

Das Naturschutzgebiet Gottegrund liegt auf dem Gebiet der Stadt Paderborn im Kreis Paderborn in Nordrhein-Westfalen. Das Gebiet erstreckt sich östlich der Kernstadt von Paderborn und südöstlich von Benhausen. Am westlichen Rand des Gebietes verläuft die Landesstraße L 937, nördlich die L 755, am östlichen Rand die Kreisstraße K 1 und südlich die B 64.

## Bedeutung
Das etwa 46,3 ha große Gebiet wurde im Jahr 1999 unter der Schlüsselnummer PB-050 unter Naturschutz gestellt. Schutzziele sind
- der Schutz, Erhalt und Entwicklung von Kalkmagerrasen sowie
- der Schutz und Erhalt von naturnahen Laubholzbeständen.[2]